# Leșcivka, Holovanivsk
Leșcivka (în ucraineană Лещівка) este un sat în comuna Lebedînka din raionul Holovanivsk, regiunea Kirovohrad, Ucraina.

## Demografie
Componența lingvistică a localității Leșcivka
     Ucraineană (97,01%)
     Rusă (1,49%)
     Română (1,49%)
Conform recensământului din 2001, majoritatea populației localității Leșcivka era vorbitoare de ucraineană (97,01%), existând în minoritate și vorbitori de rusă (1,49%) și română (1,49%).